# Machaerina huttonii
Machaerina huttonii är en halvgräsart som först beskrevs av Thomas Kirk, och fick sitt nu gällande namn av Tetsuo Michael Koyama. Machaerina huttonii ingår i släktet Machaerina och familjen halvgräs. Inga underarter finns listade i Catalogue of Life.